# Mateo 14

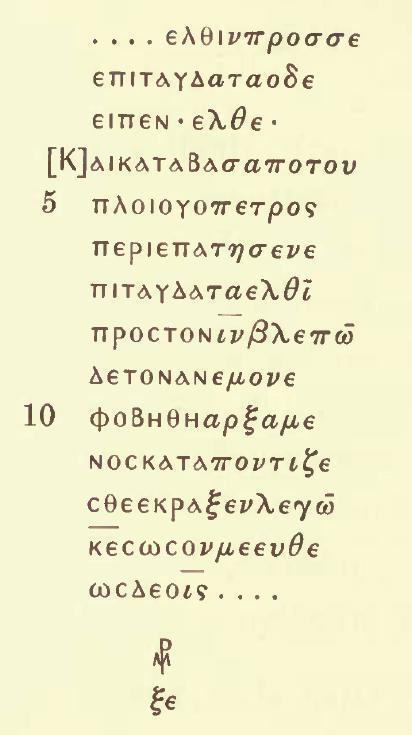
Evangelio de Mateo 14:28-31 en Uncial 073, del siglo V o VI.

Mateo 14 es el decimocuarto capítulo del Evangelio de Mateo de la sección Nuevo Testamento de la Biblia cristiana. Continúa la narración sobre el Ministerio de Jesús en Galilea y relata las circunstancias que condujeron a la muerte de Juan el Bautista.

## Texto
El texto original fue escrito en griego koiné. Este capítulo está dividido en 36 versículos.

### Testigos textuales
Algunos manuscritos antiguos que contienen el texto de este capítulo son:
- Papiro 103 (~200; versículos 3-5 existentes)
- Codex Vaticanus (325-350)
- Codex Sinaiticus (330-360)
- Codex Bezae (~400)
- Codex Washingtonianus (~400)
- Codex Ephraemi Rescriptus (~450)
- Codex Purpureus Rossanensis (siglo VI)
- Codex Petropolitanus Purpureus (siglo VI; existen los versículos 1-5, 23-36)
- Codex Sinopensis (siglo VI; se conservan los versículos 1-4, 13-20)

## Estructura
Este capítulo puede agruparse (con referencias cruzadas a pasajes paralelos en los otros evangelios):
- Mateo 14:1-12 = Muerte de Juan el Bautista (Marcos 6:14-29; Lucas 9:7-9)
- Mateo 14:13-21 = Alimentar a los 5000 (Marcos 6:30-44; Lucas 9:10-17; Juan 6:1-13)
- Mateo 14:22-33 = Jesús caminando sobre las aguas (Marcos 6:45-52);

## La reacción de Herodes Antipas (14:1-12)
Herodes Antipas (Herodes el tetrarca) era hijo de Herodes que era rey cuando nació Jesús (Mateo 2:1) y reinaba sobre Galilea cuando Jesús realizó su ministerio en la zona (cf. Marcos 6:14-29; Lucas 9:7-9; Lucas 3:19-20). Su 'tierna conciencia por la ejecución a regañadientes de Juan el Bautista le hizo tratar el informe de los milagros de Jesús con una 'extraña idea' de que Jesús era Juan que había resucitado de entre los muertos.
Dale Allison señala los múltiples paralelismos entre la Pasión de Jesús y el relato de Juan el Bautista en esta sección.
- Ambos son capturados (14:3; 21:46), atados (14:3; 27:2) y 'sufren las muertes vergonzosas de los criminales'.
- Ambos son ejecutados por orden de un funcionario del gobierno (Herodes el tetrarca; Poncio Pilato) que "actúa de mala gana a petición de otros" (14:6-11; 27:11-26).
- Ambos son enterrados por sus discípulos (14:12; 27:57-61), y en cada caso los opositores temen lo que pueda hacer la multitud porque consideran profetas a Juan y a Jesús (14:5; 21:46).
- Ambos finales están prefigurados, como en 2:1-23 (contra Herodes el Grande, el padre de Herodes el tetrarca); 5:38-42; y 10:17-23, de modo que el martirio de Juan (como precursor) es una profecía cristológica del martirio del venidero (cf. 17:12).
- Juan ha sido identificado con Elías (11:14), quien en 1 Reyes 17-19 acusa al rey Acab de fechorías mientras la malvada reina Jezabel intenta que lo maten (probablemente aplicable a Herodes como Acab y Herodías como Jezabel). En la siguiente perícopa, Jesús actúa sugestivamente como Eliseo, el sucesor de Elías (2 Reyes 4:42-44).[3]

## Comentarios
Este Herodes, denominado «Antipas», es el mismo que aparece en la pasión. Era hijo de Herodes el Grande y gobernaba las regiones de Galilea y Perea. Estaba casado con una hija de un rey de Arabia aunque vivía en concubinato con Herodías. El historiador Flavio Josefo  da otros detalles de este episodio tales como que ocurrió en la fortaleza de Maqueronte, o que la hija de Herodías se llamaba Salomé. La muerte del Bautista es como un anuncio de la de Cristo porque «el ávido dragón degustaba la cabeza del siervo, teniendo ansias de la Pasión del Señor». Pero, desde la esperanza en Cristo, su muerte es una victoria: 

¿Qué mal le ha causado su final a este hombre justo? ¿Qué ha podido hacer su muerte violenta? (…) No fue una muerte, sino una victoria lo que él recibió, no fue el fin de una vida, sino el comienzo de una mayor. Aprende a comportarte como un cristiano, y no sólo no te causará daño nada, sino que ganarás mejores recompensas 

Por contraste, la historia de los constituidos en autoridad es una acumulación de despropósitos que acaban en el asesinato del Bautista: 

Danza una joven, su madre siente rebosar crueldad, entre los placeres y lascivias de los comensales se jura temerariamente, e impíamente se cumple lo jurado.

Es claro que Herodes es antiejemplo de gobernantes. La doctrina de la Iglesia enseña que no deben hacerse juramentos con ligereza, pues «la santidad del nombre divino exige no recurrir a Él por motivos fútiles». Mucho menos pueden hacerse juramentos o promesas de orden inmoral; y, si se han hecho, no deben cumplirse: «Es malo prometer el reino como recompensa por un baile, es cruel conceder la muerte de un profeta por mantener un juramento»

### Versículo 12
Entonces vinieron sus discípulos, se llevaron el cuerpo y lo enterraron, y fueron a decírselo a Jesús.'
Se trata de otra misión de los discípulos de Juan a Jesús en Galilea, continuación de la relatada en Mateo 11. Para Ernest Bengel, interpretando las palabras del luterano pietista Johann Bengel, la muerte de su maestro se convierte en el medio de conducir [a los discípulos de Juan] a Jesús.

## Retirada de Jesús a un 'lugar desierto' (14:13-15)
Mateo 14:13 y Mateo 14:15 se refieren a un lugar desierto (Nueva Biblia del rey Jacobo) o apartado (Biblia Amplificada), aclarado como un lugar donde no vivía nadie en la Easy-to-Read Version. En el evangelio de Lucas, se dirige en este punto de la narración a una ciudad llamada Betsaida, es decir, un lugar habitado, pero sin embargo uno donde él y sus apóstoles podían estar solos juntos.

## Milagrosa alimentación de una multitud (14:16-21)
Comer juntos era un símbolo de unidad y Jesús actuaba como el anfitrión de una gran reunión familiar, dando la bienvenida a la multitud a una nueva comunidad. Mateo se fija de manera especial en los sentimientos de Jesús ante las necesidades de los hombres. Por eso, además del milagro de la multiplicación, recuerda la curación de los enfermos y por eso, Jesús no está solamente satisfaciendo la necesidad corporal de las muchedumbres, sino que con sus gestos —que son muy semejantes a los de la institución de la Eucaristía— anuncia el banquete mesiánico en el que Él es el anfitrión. Por eso, en la tradición cristiana el milagro ha sido interpretado como una figura anticipada de la Sagrada Eucaristía. 

### Versículo 19
Entonces mandó a la multitud que se sentara sobre la hierba. Y tomando los cinco panes y los dos peces, levantando los ojos al cielo, bendijo, partió y dio los panes a los discípulos; y los discípulos dieron a la multitud. Jesús, para realizar este gran milagro, busca la libre cooperación de los hombres, y quiere, de sus discípulos, que aporten los panes y los peces, y que los distribuyan a la muchedumbre. Algo semejante ocurre en la Iglesia donde el Señor se nos ofrece en el banquete eucarístico a través de sus ministros.

## Caminar sobre las aguas (14:22-33)
Después del milagro público de los panes, los discípulos presenciaron en privado un milagro que mostraba la autoridad de Jesús sobre las cosas materiales.
Las tempestades en el lago de Genesaret son frecuentes. El episodio de Jesús andando sobre el mar lo relatan también Marcos y Juan. En cambio, San Mateo es el único que narra el caminar de San Pedro sobre las aguas. También es el único que recoge la solemne promesa de Jesús a Pedro  y el episodio del impuesto del Templo. Se pone así de manifiesto la importancia que Jesús quiso dar a Pedro en la Iglesia. En este caso, el episodio muestra la grandeza y la debilidad del Apóstol, su fe y sus dificultades para creer: 

Así también dice Pedro: Mándame ir a ti sobre las aguas. (…) Y Él dijo: ¡Ven! Se bajó y pudo caminar sobre las aguas (…). Eso es lo que podía Pedro en el Señor. ¿Y qué podía en sí mismo? Sintiendo un fuerte viento, temió y comenzó a hundirse y exclamó: ¡Señor, perezco, líbrame! Presumió del Señor y pudo por el Señor, pero titubeó como hombre, y entonces se volvió hacia el Señor

El episodio es una buena lección para la vida del cristiano. En las pruebas de fe y de fidelidad, en el combate del cristiano por mantenerse firme cuando las fuerzas flaquean, el Señor nos anima, nos estimula a pedir, y nos tiende la mano. Entonces, como ahora, brota la confesión de la fe que proclama el cristiano: «Verdaderamente eres Hijo de Dios». 

El Señor levanta y sustenta esta esperanza que vacila. Como hizo en la persona de Pedro cuando estaba a punto de hundirse, al volver a consolidar sus pies sobre las aguas. Por tanto, si también a nosotros nos da la mano aquel que es la Palabra, si, viéndonos vacilar en el abismo de nuestras especulaciones, nos otorga la estabilidad iluminando un poco nuestra inteligencia, entonces ya no temeremos, si caminamos agarrados de su mano.

## Jesús el Sanador (14:34-36)
Cuando volvieron al territorio de Herodes, la popularidad de Jesús se manifestó de nuevo en su ministerio de curación, que fue más extenso que el registrado hasta entonces. Se resalta aquí, por contraste con el pasaje anterior, la fe de estos hombres que se acercaban a Jesús y obtuvieron lo que buscaban. Son así ejemplo para los demás cristianos pues en la Humanidad adorable del Salvador podemos encontrar alivio para todos nuestros males.